# Melanagromyza angelicae
Melanagromyza angelicae is een vliegensoort uit de familie van de mineervliegen (Agromyzidae). De wetenschappelijke naam van de soort is voor het eerst geldig gepubliceerd in 1934 door Stuart Ward Frost.
Deze soort is een mineerder van het geslacht Engelwortel (Angelica).